# Epicypta flavidula
Epicypta flavidula är en tvåvingeart som först beskrevs av Edwards 1929.  Epicypta flavidula ingår i släktet Epicypta och familjen svampmyggor.
Artens utbredningsområde är Filippinerna. Inga underarter finns listade i Catalogue of Life.